# Eugenio Beltrami
Eugenio Beltrami (n. 16 noiembrie 1835, Cremona, Regatul Lombardia-Veneția, Imperiul Austriac – d. 18 februarie 1900, Roma, Regatul Italiei) a fost un matematician italian cunoscut pentru studiile din domeniul geometriei non-euclidiene, electricității și magnetismului.

## Biografie
S-a născut la Cremona și a murit la Roma.
A fost profesor de matematică la universitățile din Bologna (1862), la Pisa (1863), Pavia (1876) și Roma (1891).
A fost membru corespondent al Academiei de Științe din Italia, apoi membru al Accademia dei Lincei din Roma.

## Contribuții
Activitatea sa s-a concretizat în special în lucrări de geometrie diferențială, de teoria elasticității, a hidrodinamicii.
A demonstrat că pseudosfera este o suprafață de rotație a curbei numite tractrice.
Beltrami a continuat lucrările lui Gauss relativ la teoria ecuațiilor cu derivate parțiale liniare.
Cu soluțiile sistemelor de ecuații cu derivate parțiale tip Beltrami (eliptice) s-au ocupat matematicienii români: Mariana Nedelcu, Miron Nicolescu și alții.

## Scrieri
Cea mai valoroasă lucrare a sa a fost: Saggio de interpretazione della geometria non eucledeea (Încercare de interpretare a geometriei neeuclidiene) (1868).
În această lucrare a arătat că planimetria neeuclidiană ca și planimetria lui Euclid fac parte dintr-un domeniu absolut real al teoriei suprafețelor, ceea ce a condus la un puternic impact asupra dezvoltării matematicii acelei perioade.